# ربد (سنحان)

تعديل مصدري - تعديل

ربد هي إحدى قرى عزلة وادي الأجبار بمديرية سنحان وبني بهلول التابعة لمحافظة صنعاء، بلغ تعداد سكانها 724 نسمة حسب تعداد اليمن لعام 2004.